# Herm

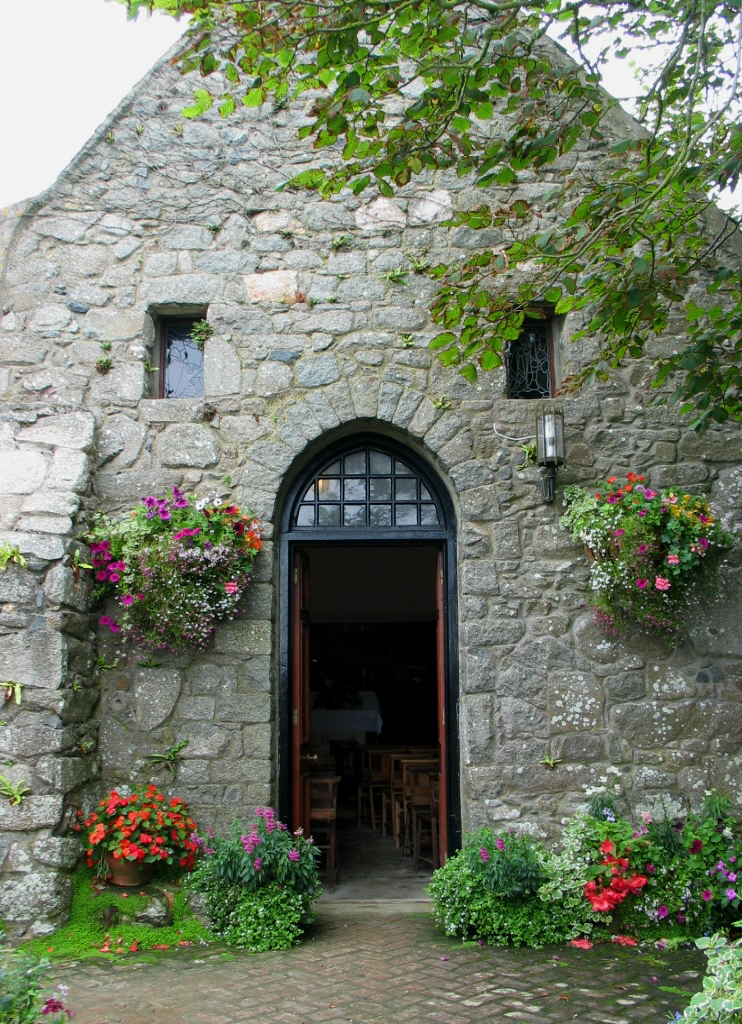
Capelă

Herm este cea mai mică dintre Insulele Canalului care este accesibiliă publicului. Aparține bailiwick-ului Guernsey. Automobilele sunt interzise pe insulă, la fel ca pe insula vecină Sark, dar pe Herm sunt interzise și bicicletele. Totuși, rezidenții pot utiliza quad-uri sau tractoare.
Principala activitate este turismul iar locuitorii se ocupă și cu creșterea și comercializarea vegetalelor. Asemenea restului insulelor canalului, Herm este un paradis fiscal. Ocazional insula emite propriile timbre care reprezintă și ele o sursă de venit.
Se presupune că pe insulă se vorbea un dialect al limbii normande ca în celelatle insule ale canalului, dar acesta nu s-a păstrat. O serie de toponime în franceză mai există, dar unele sunt înlocuite cu toponime în engleză.

## Geografie
Herm are o lungime de aproximativ 2,5 km și o lățime de 500 m. Este orientată pe o axă nord-sud, sudul insulei fiind nisipos iar nordul fiins stâncos. Este separată de canalul Little Roussel (Petit Rouau) de insula Guernsey situată în vest și de canalul Big Roussel (Grand Rouau) de insula Sark situată în est. Conform unei legende locale, o furtună din anul 709 a distrus istmul ce lega insula Herm de insula Jethou situată la sud de Herm.

## Sistem politic
Herm este o dependență a insulei Guernsey, locuitorii ei votând la alegeri în constituența capitalei, St Peter Port. Parlamentul insulei Guernsey închiriază insula unui administrator (engleză tennant), care are rolul de a păstra insula pentru beneficiul vizitorilor. Actualmente administratorii insulei sunt Adrian și Pennie Wood Weyworth.

## Istorie
Pe insulă au fost identificate rămășițele unei camere mortuare din neolitic. În secolul VI insula a devenit un centru monastic, iar în 933 a fost atașată, odată cu celelalte insule ale canalului, Ducatului Normandiei și a devenit o dependență a coroanei britanice din 1204. Treptat insula apierdut locuitorii monastici și între 1570 și 1737 a fost folosită ca teren de vânătoare.
În secolul XIX insula a servit drept carieră de granit pentru fortificațiile din insulele canalului, iar de la sfârșitul secolului coroana britanică închiria insula, care nu era vizitabilă. Înainte de Primul Război Mondial, prințul Gebhard Leberecht von Blücher, administratorul insulei a introdus o colonie de canguri pitici (wallabies), care însă a dispărut.
În timpul celui de Al Doilea Război Mondial, Germania nazistă a ocupat insula, dar nu au rămas urme ale prezenței acestora. După război, parlamentul bailiwicki-ului Guernsey a cumpărat insula de la coroana britanică, pentru ca aceasta să poată fi utilizată.